# Špičník
Špičník är ett berg i Tjeckien, på gränsen till Tyskland.   Det ligger i regionen Plzeň, i den sydvästra delen av landet, 140 km sydväst om huvudstaden Prag. Toppen på Špičník är 1 351 meter över havet. Špičník ingår i Šumava.
Terrängen runt Špičník är varierad. Runt Špičník är det ganska tätbefolkat, med 83 invånare per kvadratkilometer. Närmaste större samhälle är Strážný, 19,5 km öster om Špičník. I omgivningarna runt Špičník växer i huvudsak barrskog.